# Elaphidion laeve
Elaphidion laeve är en skalbaggsart som beskrevs av White 1853. Elaphidion laeve ingår i släktet Elaphidion och familjen långhorningar.
Artens utbredningsområde är Honduras. Inga underarter finns listade i Catalogue of Life.